# رالستونية باذنجانية
رالستونية باذنجانية (الاسم العلمي: Ralstonia solanacearum) هي نوع من البكتيريا، سلبية الغرام، تتبع جنس الرالستونيا.